# Керас
Керас — река в России, протекает в Подосиновском и Опаринском районах Кировской области. Устье реки находится в 9,6 км по левому берегу реки Кая. Длина реки составляет 18 км.
Исток реки находится в заболоченном лесу в 37 км к юго-востоку от посёлка Подосиновец. Течёт на юго-запад по ненаселённому лесу. Приток — Каменка (левый). Почти всё течение проходит по Подосиновскому району, на заключительном километре течения образует границу между ним и Опаринским районом.

## Данные водного реестра
По данным государственного водного реестра России относится к Камскому бассейновому округу, водохозяйственный участок реки — Вятка от города Киров до города Котельнич, речной подбассейн реки — Вятка. Речной бассейн реки — Кама.
Код объекта в государственном водном реестре — 10010300312111100035089.